# George Miller (réalisateur australien)
Pour les articles homonymes, voir George Miller et Miller.
À ne pas confondre avec George Miller, réalisateur australien né en 1943.
Yorgos Miliotis, dit George Miller [dʒɔː(ɹ)dʒ ˈmɪlə(ɹ)], est un réalisateur, scénariste et producteur de cinéma australien, né le 3 mars 1945 à Chinchilla (Queensland).
Parmi ses films les plus connus, on compte la saga Mad Max.

## Biographie

### Jeunesse, formation
Originaire d'une petite bourgade du Queensland en Australie, Yorgos Miliotis, dit George Miller, est le fils de parents immigrés grecs : Jim Miller et sa mère Angela.
Son père Jim (alias Dimitrios) est né sur l'île grecque de Cythère (à Mitáta) et son grand-père anglicise son nom de famille de Miliotis à Miller lorsqu'il émigre en Australie en 1920. La famille de sa mère était quant à elle composée de réfugiés grecs d'Anatolie, déplacés par l'échange de population de 1923.
Il fréquente l'Ipswich Grammar School (en) et plus tard la Sydney Boys High School (en), puis étudie la médecine à l'Université de Nouvelle-Galles du Sud avec son frère jumeau John.
Il entreprend des études de médecine avant de s'orienter vers le cinéma.
En 1971, il écrit le scénario et réalise un court métrage intitulé Violence in the Cinema: Part 1 qui remporte deux prix aux Australian Film Institute Awards et est présenté aux festivals de Sydney et de Moscou. Le film est produit par son fidèle associé Byron Kennedy, avec qui il fondera la société Kennedy Miller Productions.

### Années 1980: débuts et révélation
En 1978, il est engagé comme assistant-réalisateur pour le film In Search of Anna, d'Esben Storm.
Après deux courts-métrages, son premier long est aussi son premier grand triomphe : sorti en 1979, le thriller d'action Mad Max, road movie apocalyptique et violent, avec Mel Gibson, lui permet de faire une arrivée remarquée. Le film est néanmoins largement censuré en raison de nombreuses scènes de violence. Fort de ce succès, le réalisateur signera deux suites intitulées Mad Max 2 : Le Défi, en 1981, qui lui permet d'impressionner encore davantage critiques et public, puis en 1985, le plus mitigé Mad Max : Au-delà du dôme du tonnerre qui souffre d'une production tumultueuse. Entretemps, Steven Spielberg l'invite à réaliser le dernier segment de La Quatrième Dimension (1983), considéré par les critiques comme le meilleur de cette anthologie.
En 1982, George Miller perd son associé Byron Kennedy dans un accident d'hélicoptère, ce qui perturbe beaucoup le développement du dernier opus de la trilogie Mad Max. Miller poursuit leurs activités communes avec Doug Mitchell (en), sous l'égide de la société Kennedy Miller (en). Le cinéaste revient alors à Hollywood pour sortir de son terrain habituel.
En 1987, il réalise Les Sorcières d'Eastwick, une comédie fantastique avec Jack Nicholson et Susan Sarandon, mais les relations tendues avec les producteurs Peter Guber et Jon Peters rendent le tournage particulièrement difficile. Grâce au soutien de Nicholson, Miller termine le film qui devient un succès à la fois critique et commercial. Cette expérience désagréable le pousse néanmoins à retourner en Australie où il produit Calme blanc de Phillip Noyce.
En 1988, il est membre du jury du Festival de Cannes, sous la présidence d'Ettore Scola. La comédienne Nastassja Kinski et le réalisateur Claude Berri font notamment partie du jury.

### Années 1990-2000: cinéma jeunesse et consécration

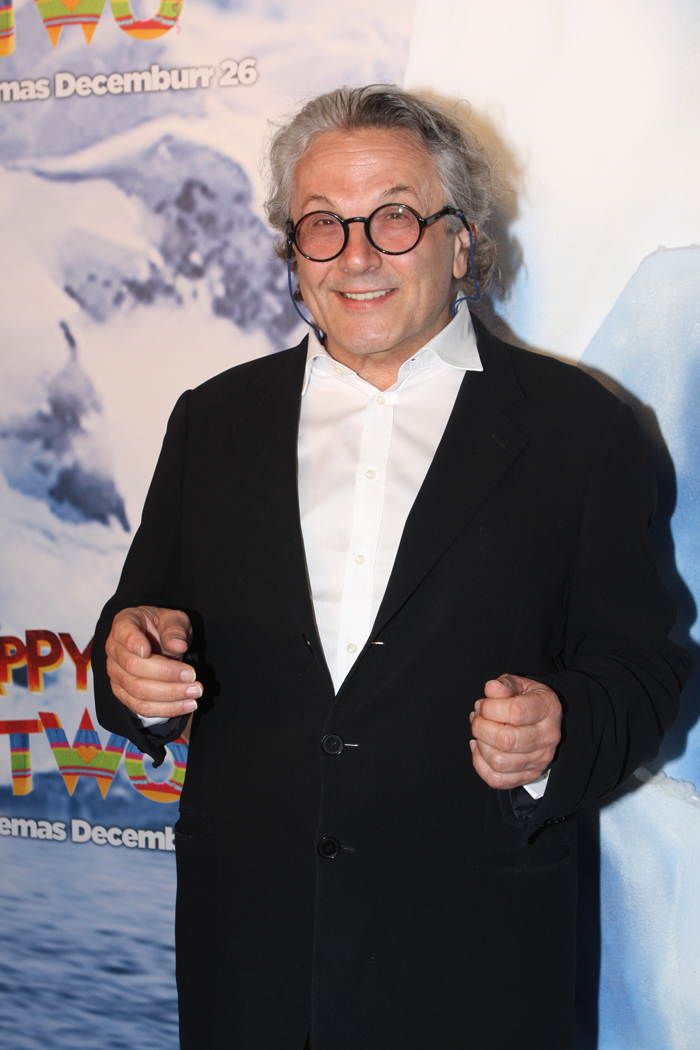
Le réalisateur à la première australienne de Happy Feet 2, en 2011.

Au début des années 90, Miller collabore à nouveau avec Susan Sarandon sur le mélodrame Lorenzo, tiré d'une histoire vraie. Malgré un accueil critique positif, le film est un échec commercial.
En 1995, il continue à subvertir des genres classiques du cinéma hollywoodien en produisant et écrivant Babe, le cochon devenu berger, dont la mise en scène est confiée à Chris Noonan. Cette comédie dramatique mêlant numérique et trucages aura nécessité sept ans de développement, mais connaît un large succès critique et commercial international, et reçoit plusieurs nominations aux Oscars dans les catégories majeures où il obtient l'Oscar des meilleurs effets visuels.
À la même période, Miller travaille sur l'adaptation du roman Contact, de Carl Sagan, et il est à l'origine du choix de Jodie Foster pour le rôle principal. Mais les retards de pré-production entraînent le licenciement du réalisateur par Warner, qui lui accorde en échange les droits sur la franchise Mad Max. Contact est finalement réalisé par Robert Zemeckis et sort en été 1997.
Le succès de Babe motive George Miller à renouveler l'expérience, cette fois en tant que scénariste-réalisateur. Babe 2, le cochon dans la ville sort fin 1998 sur le territoire américain. Si les critiques sont positives, le film ne rencontre en revanche pas le public, et connaît un échec retentissant, ne parvenant pas à rembourser son budget, qui a pourtant triplé depuis le premier opus.
En 1999, il est pour la deuxième fois membre du jury international lors du Festival de Cannes que David Cronenberg préside. La chanteuse Barbara Hendricks, les comédiennes Dominique Blanc et Holly Hunter ainsi que le comédien Jeff Goldblum font notamment partie du jury.
Après une absence de huit ans sur les écrans, George Miller y revient en 2006 avec Happy Feet, qui met en scène un manchot de l'Antarctique. L'animation 3D est alors en plein essor, mais Miller parvient à y injecter l'esprit des comédies musicales de Broadway, parvenant à livrer un long métrage original, visuellement superbe, et décalé. Les Oscars saluent le travail avec quelques nominations, et le cinéaste remporte l'Oscar du meilleur film d'animation.
George Miller enchaîne avec le projet ambitieux Justice League: Mortal, adaptation de la Ligue de justice de DC et du comics La Tour de Babel. Mais une grève des scénaristes retarde la pré-production, et le triomphe concurrent du The Dark Knight de Christopher Nolan empêche le film de se concrétiser.
George Miller revient à l'animation en tant que réalisateur et co-scénariste sur Happy Feet 2, qui sort fin 2011. Néanmoins, le film convainc moins les critiques et ne parvient pas à être rentabilisé. La société de production de Miller, Dr. D Studios, perd de l'argent, au point de devoir déposer son bilan. Le cinéaste confie la même année qu'il n'avait aucune idée pour un troisième opus.

### Années 2010: retour àMad Max

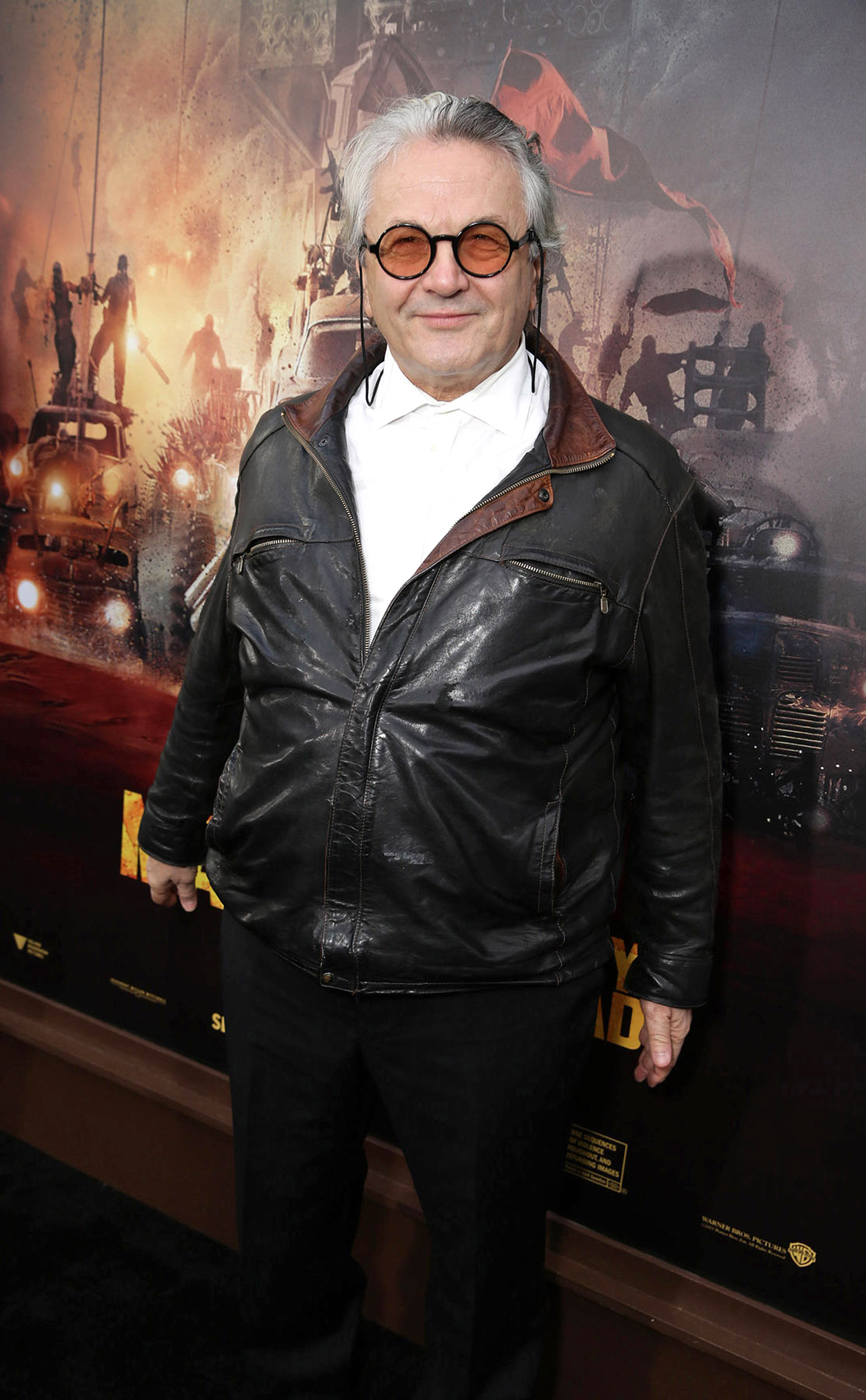
Le cinéaste à la première de Mad Max: Fury Road, en 2015

George Miller revient à la franchise qui l'a fait connaître : Mad Max, dont un projet de quatrième film est en développement depuis la fin des années 90. En 2012, il commence le tournage maintes fois repoussé de Mad Max: Fury Road, dans lequel Tom Hardy reprend le rôle de Max Rockatansky. À la suite de diverses péripéties sur le tournage, le film ne sort qu'en mai 2015. Le blockbuster connaît un succès critique mondial, reçoit un triomphe aux Oscars 2016 avec 6 trophées, et impressionne de nombreux réalisateurs. À l'âge de 70 ans, Miller livre en effet un thriller d'action moderne et innovant, porté par la performance de Charlize Theron.
Il est président du jury du Festival de Cannes 2016, composé des actrices Kirsten Dunst et Valeria Golino ; de la chanteuse Vanessa Paradis ; de la productrice Katayoun Shahabi : des acteurs Mads Mikkelsen et Donald Sutherland ; et des réalisateurs Arnaud Desplechin et László Nemes.

### Années 2020
En 2020, il commence le tournage de Trois mille ans à t'attendre (Three Thousand Years of Longing), présenté comme une « romance épique en CinemaScope » et comme un « anti-Mad Max ». Cependant, George Miller reprend une équipe très proche de celle de Mad Max: Fury Road : le compositeur Junkie XL, la monteuse Margaret Sixel ou encore le directeur de la photographie John Seale. Idris Elba et Tilda Swinton sont les têtes d'affiche du film.
Il entame ensuite le tournage du cinquième film de la saga Mad Max. Intitulé Furiosa : Une saga Mad Max, il s'agit d'une préquelle et d'un spin-off au film Mad Max: Fury Road. Il est centré sur le personnage Furiosa. L'actrice Anya Taylor-Joy succède à Charlize Theron dans le rôle-titre.
En tant qu'acteur, Miller doit tenir le rôle de Tarman dans le jeu vidéo Death Stranding 2: On the Beach d'Hideo Kojima, dont la sortie est prévue en juin 2025,.

## Filmographie

### Réalisateur

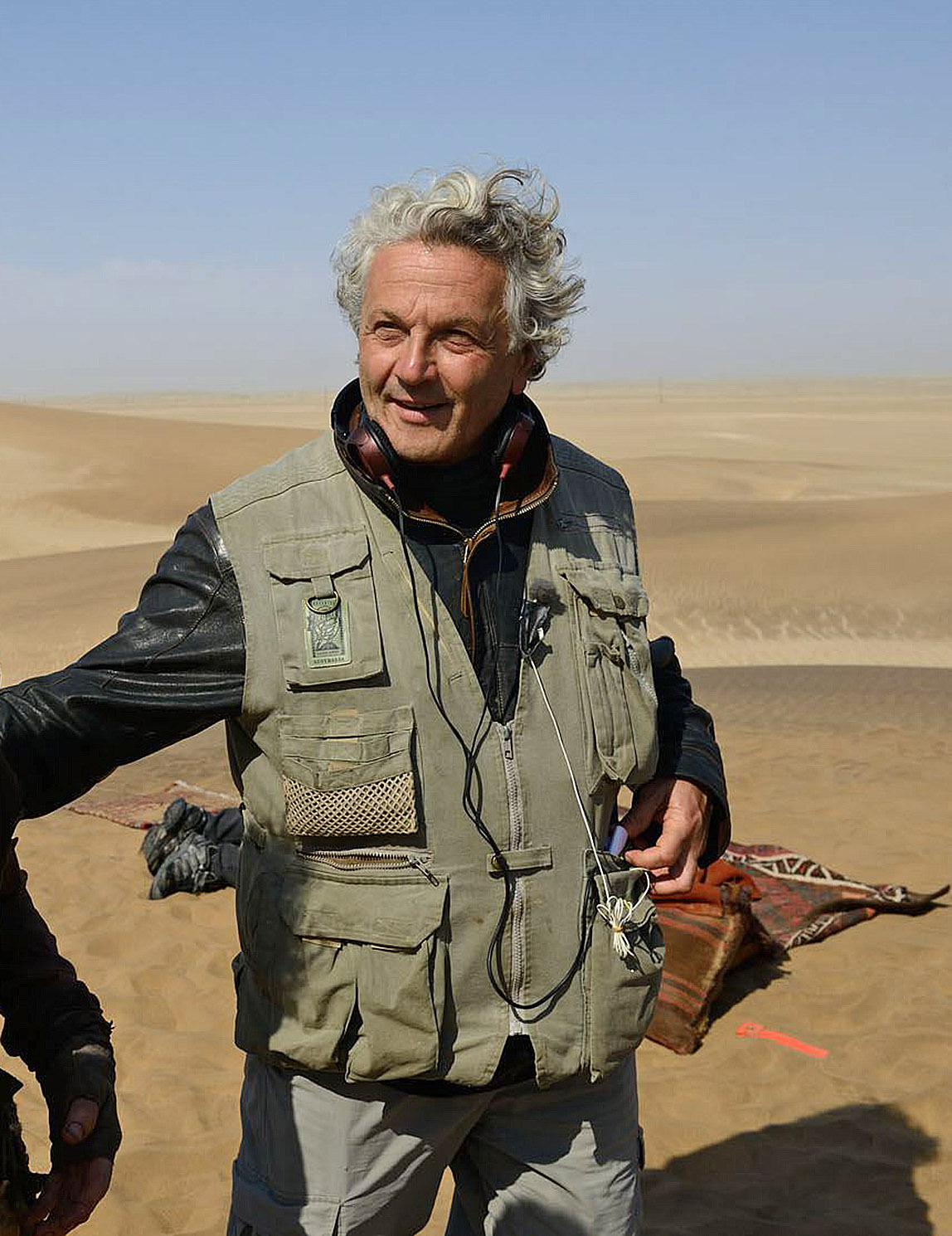
Le réalisateur sur le tournage de Mad Max: Fury Road en Australie, en juillet 2012.

#### Cinéma
- 1979 : Mad Max
- 1981 : Mad Max 2, le défi (Mad Max 2 ou The Road Warrior)
- 1983 : La Quatrième Dimension (Twilight Zone: The movie) - 4e segment
- 1985 : Mad Max : Au-delà du dôme du tonnerre (Mad Max Beyond Thunderdome) (co-réalisé avec George Ogilvie)
- 1987 : Les Sorcières d'Eastwick (The Witches of Eastwick)
- 1992 : Lorenzo (Lorenzo's Oil)
- 1998 : Babe 2, le cochon dans la ville (Babe: Pig in the City)
- 2006 : Happy Feet
- 2011 : Happy Feet 2 (Happy Feet Two)
- 2015 : Mad Max: Fury Road
- 2022 : Trois mille ans à t'attendre (Three Thousand Years of Longing)
- 2024 : Furiosa : Une saga Mad Max (Furiosa: A Mad Max Saga)

#### Télévision
- 1983 : The Dismissal (mini-série télévisée coréalisée avec Phillip Noyce)
- 1984 : The Last Bastion (mini-série télévisée coréalisée avec Chris Thomson)
- 1997 : 40 000 ans de rêve (40,000 Years of Dreaming) (documentaire)

#### Courts métrages
- 1971 : Violence in the Cinema, Part I

### Scénariste
- 1979 : Mad Max
- 1981 : Mad Max 2, le défi (Mad Max 2 ou The Road Warrior)
- 1985 : Mad Max : Au-delà du dôme du tonnerre (Mad Max Beyond Thunderdome)
- 1992 : Lorenzo (Lorenzo's Oil)
- 1995 : Babe, le cochon devenu berger (Babe) de Chris Noonan
- 1998 : Babe 2, le cochon dans la ville (Babe: Pig in the City)
- 2006 : Happy Feet
- 2011 : Happy Feet 2 (Happy Feet Two)
- 2015 : Mad Max: Fury Road
- 2022 : Trois mille ans à t'attendre (Three Thousand Years of Longing)
- 2024 : Furiosa : Une saga Mad Max (Furiosa: A Mad Max Saga)

### Producteur / producteur délégué
- 1980 : Réaction en chaîne (The Chain Reaction) de Ian Barry
- 1983 : The Dismissal (mini-série)
- 1984 : Bodyline (série télévisée)
- 1984 : The Cowra Breakout (mini-série)
- 1985 : Mad Max : Au-delà du dôme du tonnerre (Mad Max Beyond Thunderdome)
- 1987 : The Riddle of the Stinson (téléfilm) de Chris Noonan
- 1987 : Vietnam (mini-série) de Chris Noonan et John Duigan
- 1987 : The Year My Voice Broke de John Duigan
- 1988 : The Dirtwater Dynasty (mini-série) de Michael Jenkins et John Power
- 1988 : The Clean Machine (téléfilm) de Ken Cameron
- 1988 : Fragments of War: The Story of Damien Parer (téléfilm) de John Duigan
- 1989 : Calme blanc (Dead Calm) de Phillip Noyce
- 1989 : Bangkok Hilton (mini-série) de Ken Cameron
- 1991 : Flirting de John Duigan
- 1992 : Lorenzo (Lorenzo's Oil)
- 1995 : Babe, le cochon devenu berger (Babe) de Chris Noonan
- 1996 : Video Fool for Love (documentaire) de Robert Gibson
- 1997 : 40 000 ans de rêve (40,000 Years of Dreaming) (documentaire)
- 1998 : Babe, le cochon dans la ville (Babe: Pig in the City)
- 2006 : Happy Feet
- 2011 : Happy Feet 2 (Happy Feet Two)
- 2015 : Mad Max: Fury Road
- 2022 : Trois mille ans à t'attendre (Three Thousand Years of Longing)
- 2024 : Furiosa : Une saga Mad Max (Furiosa: A Mad Max Saga)

## Distinctions principales
Source : Internet Movie Database

### Récompenses
- Festival international du film fantastique d'Avoriaz 1980 : prix spécial du jury pour Mad Max
- Festival international du film fantastique d'Avoriaz 1982 : Grand prix pour Mad Max 2, le défi
- Australian Film Institute Awards 2006 : meilleur film pour Happy Feet
- Oscars 2007 : meilleur film d'animation pour Happy Feet
- BAFTA 2007 : meilleur film d'animation pour Happy Feet
- Asia Pacific Screen Awards 2007 : prix FIAPF pour l'ensemble de sa carrière
- Australian Academy of Cinema and Television Arts Awards 2015 :
  - Meilleur film et meilleur réalisateur pour Mad Max: Fury Road
- Los Angeles Film Critics Association 2015 :
  - Meilleur réalisateur pour Mad Max: Fury Road
- Washington D.C. Area Film Critics Association :
  - Meilleur réalisateur pour Mad Max: Fury Road
- Boston Online Film Critics Association :
  - Meilleur film et meilleur réalisateur pour Mad Max: Fury Road

### Nominations
- Australian Academy of Cinema and Television Arts Awards 1979 Meilleur réalisateur et meilleur scenario
- Saturn Awards 1983 : meilleur réalisateur et meilleur scénario pour Mad Max 2, le défi
- Saturn Awards 1986 : meilleur réalisateur et meilleur scénario pour Mad Max : Au-delà du dôme du tonnerre
- Oscars 1993 : Oscar du meilleur scénario original pour Lorenzo
- Oscars 1996 : Oscar du meilleur film et meilleur scénario adapté pour Babe, le cochon devenu berger
- BAFTA 1996 : Meilleur film et meilleur scénario adapté pour Babe, le cochon devenu berger
- Saturn Awards 1996 : meilleur scénario pour Babe, le cochon devenu berger
- Annie Awards 2007 : meilleur scénario d'un film d'animation pour Happy Feet
- Golden Globes 2007 : Meilleur film d'animation pour Happy Feet
- Oscars 2016 : Oscar du meilleur réalisateur pour Mad Max: Fury Road